# Omeleanivka, Poliske
Omeleanivka (în ucraineană Омелянівка) este un sat în comuna Radînka din raionul Poliske, regiunea Kiev, Ucraina.

## Demografie
Componența lingvistică a localității Omeleanivka
     Ucraineană (96,88%)
     Rusă (3,13%)
Conform recensământului din 2001, majoritatea populației localității Omeleanivka era vorbitoare de ucraineană (96,88%), existând în minoritate și vorbitori de rusă (3,13%).